# Narkotyk
Narkotyk (gr. narkōtikós ‘oszałamiający’) – potoczna nazwa niektórych substancji psychoaktywnych działających na ośrodkowy układ nerwowy. Ze względu na poglądy społeczne, różnice kulturowe, stany prawne itp. nie ma jednoznacznej definicji słowa narkotyk. Narkotykami nazywa się:
- substancje, których regularne przyjmowanie prowadzi do uzależnienia, m.in. opioidy (np. morfina, heroina, fentanyl), niektóre benzodiazepiny
- wszystkie substancje psychotropowe, które aktualnie są nielegalne (tzw. policyjna definicja narkotyku; narkotyk z punktu widzenia obowiązującego prawa)

W polskim prawodawstwie środkiem odurzającym nazywamy substancję pochodzenia naturalnego lub syntetycznego działającą na ośrodkowy układ nerwowy, określoną w rozporządzeniu wydanym na podstawie ustawy z dnia 29 lipca 2005 r. o przeciwdziałaniu narkomanii (Dz.U. z 2023 r. poz. 172). Zawiera ono też wykaz substancji psychotropowych.
Istnieje także definicja środka zastępczego:
- substancja w każdym stanie fizycznym, która jest trucizną lub środkiem szkodliwym, używana zamiast lub w takich samych celach niemedycznych jak środek odurzający lub substancja psychotropowa

## Społeczne aspekty narkotyków
Istnieje szereg substancji przyjmowanych przez ludzi, które wywołują zaburzenia percepcji lub uzależnienie, jednak za przyzwoleniem społecznym nie są one uważane za narkotyki. W różnych kulturach podział ten wygląda odmiennie. Polska należy do kręgu kulturowego, w którym narkotykami nie są nazywane następujące substancje (pomimo udowodnionej szkodliwości i potencjału uzależniającego znacznie przewyższających wiele nielegalnych substancji – dotyczy to zwłaszcza nikotyny i alkoholu):
- leki przeciwbólowe dostępne bez recepty
- kofeina oraz podobne substancje zawarte w kawie, kakao, herbacie, czekoladzie
- alkohol etylowy zawarty we wszelkich napojach alkoholowych
- nikotyna zawarta w tytoniu

Ponadto wiele substancji psychoaktywnych jest syntetyzowanych przez organizm ludzki, co jest zupełnie naturalnym zjawiskiem. Substancjami o takim działaniu są niektóre hormony zwierzęce, w tym np. endorfiny.
Handel narkotykami w wielu krajach jest zabroniony. Odgrywa też znaczącą rolę w prowadzeniu wojen lokalnych, jak np. w Afganistanie przeciwko interwencji radzieckiej. Dostawy broni CIA dla powstańców afgańskich były opłacane przez nich przy pomocy opium. To doprowadziło do takiego rozwoju uprawy opium, że Afganistan stał się największym światowym producentem tego narkotyku.
Szczególną rolę opium odegrało w wojnach przeciwko Chinom w XIX wieku, były to tzw. wojny opiumowe.
W Polsce zarówno import, produkcja, pośrednictwo w sprzedaży, jak i samo posiadanie części narkotyków jest nielegalne, zgodnie z ustawą z dnia 29 lipca 2005 r. o przeciwdziałaniu narkomanii (Dz.U. z 2023 r. poz. 172).

### Polityka i rynek narkotyków
Światowa Komisja ds. Polityki Narkotykowej w 2011 roku opublikowała raport, w którym stwierdza, że penalizacja narkotyków kosztuje rocznie 100 mld USD, a dostępność używek i tak rośnie. Karanie za posiadanie i zażywanie narkotyków prowadzi do większej przestępczości, przemocy, korupcji, dyskryminacji i łamania praw człowieka. Światowy rynek narkotyków jest warty 450 mld USD, co czyni go 3 pod względem wielkości (po spożywczym i petrochemicznym). Narkotyki zażywa ok. 250 mln osób.

## Podział narkotyków

### Podział według Światowej Organizacji Zdrowia
- opioidy np. tramadol[5], morfina, hydrokodon[6], oksykodon[6], heroina, fentanyl[6]
- stymulanty np. amfetamina, metamfetamina
- kokaina
- marihuana i haszysz
- halucynogeny np. DMT
- psychodeliki np. LSD-25
- środki lotne – kleje
- leki uspokajające i barbiturany
- nikotyna
- alkohol etylowy

### Podział według działania fizjologicznego
Podział substancji psychoaktywnych przyjęty przez Interpol i stosowany w farmakologii:
- stymulanty, czyli substancje pobudzające ośrodkowy układ nerwowy:
  - amfetamina i jej pochodne: amfetamina, metamfetamina, metylofenidat
  - efedryna i jej stereoizomery: efedryna i pseudoefedryna
  - N-metyloksantyny: kofeina, teofilina, teobromina
  - inne: nikotyna, kokaina, mefedron
- depresanty, czyli substancje działające opóźniająco na ośrodkowy układ nerwowy:
  - benzodiazepiny, np. diazepam, flunitrazepam
  - depresanty nasenne: alkohol, eter, barbiturany, chloroform, wodzian chloralu
  - opioidy, np. kodeina, tramadol, morfina, heroina, metadon
- psychodeliki, czyli substancje wywołujące zaburzenia w ośrodkowym układzie nerwowym:
  - delirianty, np. skopolamina, atropina
  - pozostałe psychodeliki np. Salvinorin A
  - psychodeliki stymulacyjne, np. MDMA, MDA, meskalina, DOM, LSD-25, AMT, DMT, 2C-B
  - dysocjanty, np. podtlenek azotu, ketamina
- konopie indyjskie i ich pochodne, np. THC, są wyróżniane jako osobna grupa, ponieważ wykazują działanie i stymulacyjne, i depresyjne, a ponadto posiadają cechy psychodelików (w zależności od odmiany)

### Narkotyki miękkie i twarde
Często narkotyki dzieli się na miękkie i twarde, choć kryterium podziału nie jest jasno ustalone. Jako twarde najczęściej określa się te, których używanie prowadzi do silnego uzależnienia, zwłaszcza kiedy jest połączone z poważnymi następstwami zdrowotnymi. Za miękkie uznaje się te, które uzależniają w dużo mniejszym stopniu. Podział narkotyków na miękkie i twarde ma znaczenie w prawie Holandii, gdzie używanie „narkotyków miękkich” jest zdepenalizowane.
Do narkotyków twardych najczęściej zalicza się kokainę i opioidy, takie jak heroina czy morfina, natomiast do miękkich najczęściej marihuanę, haszysz czy grzyby psylocybinowe.
Sporną kwestią jest klasyfikacja psychodelików. W tej grupie znajduje się wiele substancji, które, mimo że mogą być groźne dla zdrowia, nie wywołują uzależnienia, stąd przez niektórych nie są one w ogóle traktowane jak narkotyki. Holenderska polityka tolerowania miękkich narkotyków uznaje syntetyczne psychodeliki, takie jak LSD i MDMA za narkotyki twarde, chociaż mają działanie bardzo podobne do psychodelików naturalnych, takich jak meskalina (pejotl), która jest w Holandii legalna w nieprzetworzonej formie. W Polsce wszystkie wymienione substancje są nielegalne. Wiele z tych substancji, mimo że u nieodpowiedzialnego użytkownika może wywołać zaburzenia psychiczne, często jest pomocnych w leczeniu uzależnień od innych, groźniejszych dla zdrowia substancji psychoaktywnych.

## Stanowiska religii wobec używania narkotyków

### Stanowisko Kościoła katolickiego
Kościół katolicki potępia jakiekolwiek używanie narkotyków (poza ścisłym wskazaniem lekarskim), gdyż uważa, że są one bardzo szkodliwe dla zdrowia i mogą nawet prowadzić do utraty życia. Dlatego głęboko niemoralny jest również przemyt, handel oraz nielegalna produkcja narkotyków. Kościół Katolicki do narkotyków nie zalicza nikotyny ani alkoholu, ten drugi stosując rytualnie. Zaleca natomiast umiarkowanie.

### Stanowisko Świadków Jehowy
Świadkowie Jehowy są bezwzględnie zobowiązani do wystrzegania się używania jakichkolwiek narkotyków (poza ścisłym wskazaniem lekarskim) oraz palenia i zażywania tytoniu. Uważają, że muszą zachowywać czystość fizyczną oraz umysłową, by być uznanym przez Boga. Nie wolno ich stosować, posiadać, handlować nimi ani przebywać w towarzystwie, gdy są zażywane. Nie jest natomiast zakazane spożywanie alkoholu, jednak zakazane jest jego nadużywanie.

### Stanowiskoislamu
Bezwzględnie zabronione jest przyjmowanie jakichkolwiek substancji odurzających. Szczególny nacisk położony jest na alkohol, jako substancję najpopularniejszą, jednak zakaz obejmuje wszelkie substancje mogące sprzyjać popełnieniu innych grzechów. Nie wolno ich stosować, posiadać, handlować nimi ani przebywać w towarzystwie, gdy są zażywane. Jednakże wszędzie w zasięgu kultury muzułmańskiej spożywana jest marihuana oraz może przede wszystkim haszysz, co jest najczęściej społecznie akceptowane nieraz nawet bardziej niż spożywanie alkoholu.

### Stanowiskobuddyzmu
Buddyjscy mnisi składają przyrzeczenia unikania jakiejkolwiek formy odurzania się. Patrz Wskazania buddyjskie (zasada 5).